# 广珠铁路
廣珠鐵路是一條縱貫珠三角西岸的鐵路，連接广东省的廣州、佛山、江門、珠海四市，全長186.23公里，于2012年12月30日开通。本线开通时为货运铁路，2023年开始有客运列车行走。

## 线路概况
广珠铁路自京广铁路江村站南端引出，并行佛山一环高速公路、广州绕城高速公路至西江，沿江肇高速公路至江門，沿江门大道经三江、古井至虎跳门，跨越虎跳门水道后进入珠海斗门，最后沿珠港大道南行至高栏港。
為避免與广珠城际铁路競爭，广珠铁路按照国铁一级标准建设，设计时速120km/h，广珠铁路开通初期货运为主，预留了客运条件，設計年貨運量6000萬噸。
广珠铁路由广珠铁路有限责任公司建设管理，其由铁道部、广东省、珠海市、江门市出资成立。该公司现时股东组成为：珠海市铁路有限公司50%、广东铁投集团25%、中国铁路广州局集团20%、江门市城建集团5%。

## 歷史
廣珠鐵路是鐵道部、廣東省合作建設的項目，1993年經國家計委立項，1997年施工，1999年因資金、股權、沿線土地等問題而停工。2005年12月，廣東省人民政府、鐵道部聯合向國家發改委上報了廣珠鐵路復工可研報告，2006年3月鐵道部、廣東省政府、珠海市政府、江門市政府的出資代表共同簽署了合資修建廣珠鐵路的《合同》和《章程》。為了推進廣珠鐵路復工，2006年3月7日，廣珠鐵路籌備組成立了項目工作小組開展前期籌備工作。2007年，廣珠鐵路正式復工， 并于2012年12月30日正式通車。
2023年10月11日起，配合廣茂鐵路廣州至佛山段封閉並改建為廣湛高鐵的正線，所有途經廣茂線進入廣州樞紐的普速列車，須於三水站附近改經沙獅聯絡線進入廣珠鐵路，後於大田站附近經江大聯絡線進入京廣鐵路，最終抵達廣州白雲站或廣州站，自此有客運列車在廣珠鐵路行走。

## 未来发展
广珠铁路建设时已为多个车站预留增建客运设施的条件，计划未来开行客运列车。
2016年7月，新建丹灶至佛山西联络线及广珠铁路客运改造工程环境影响报告书开始公示。根据规划，深茂铁路江茂段开通时可利用广珠铁路进入广州铁路枢纽。相关工程包括：建设连接丹灶站和佛山西站的丹佛联络线、增加既有鹤山站（现江门北站）的客运设施、在鹤山站和丹灶站间增建西樵站。数月后的环评补充公告中曾将丹灶站货场改扩建项目纳入，但后再取消。该工程随后于2018年7月上报广东省环保厅审查，惟此后一直没有下文。2019年9月佛山当局回应网民查询时表示，由于广湛高速铁路提前实施，本工程已被暂缓，待进一步论证建设的必要性。
虽然上述工程搁浅，但江门站和江门北站增设客运设施项目获纳入至其他工程的实施范围内，深茂铁路改为在江门站通过广珠城际铁路进入广州。此外，受广茂铁路改建为广湛高速铁路时封闭施工的影响，2023年末起，部分广茂线列车通过沙头东线路所经广珠铁路进入广州市，本线自此有客运列车行驶。